# Erica haemastoma
Erica haemastoma är en ljungväxtart som beskrevs av Wendl. Erica haemastoma ingår i släktet klockljungssläktet, och familjen ljungväxter. Inga underarter finns listade i Catalogue of Life.